# Bombardeio de Bruxelas

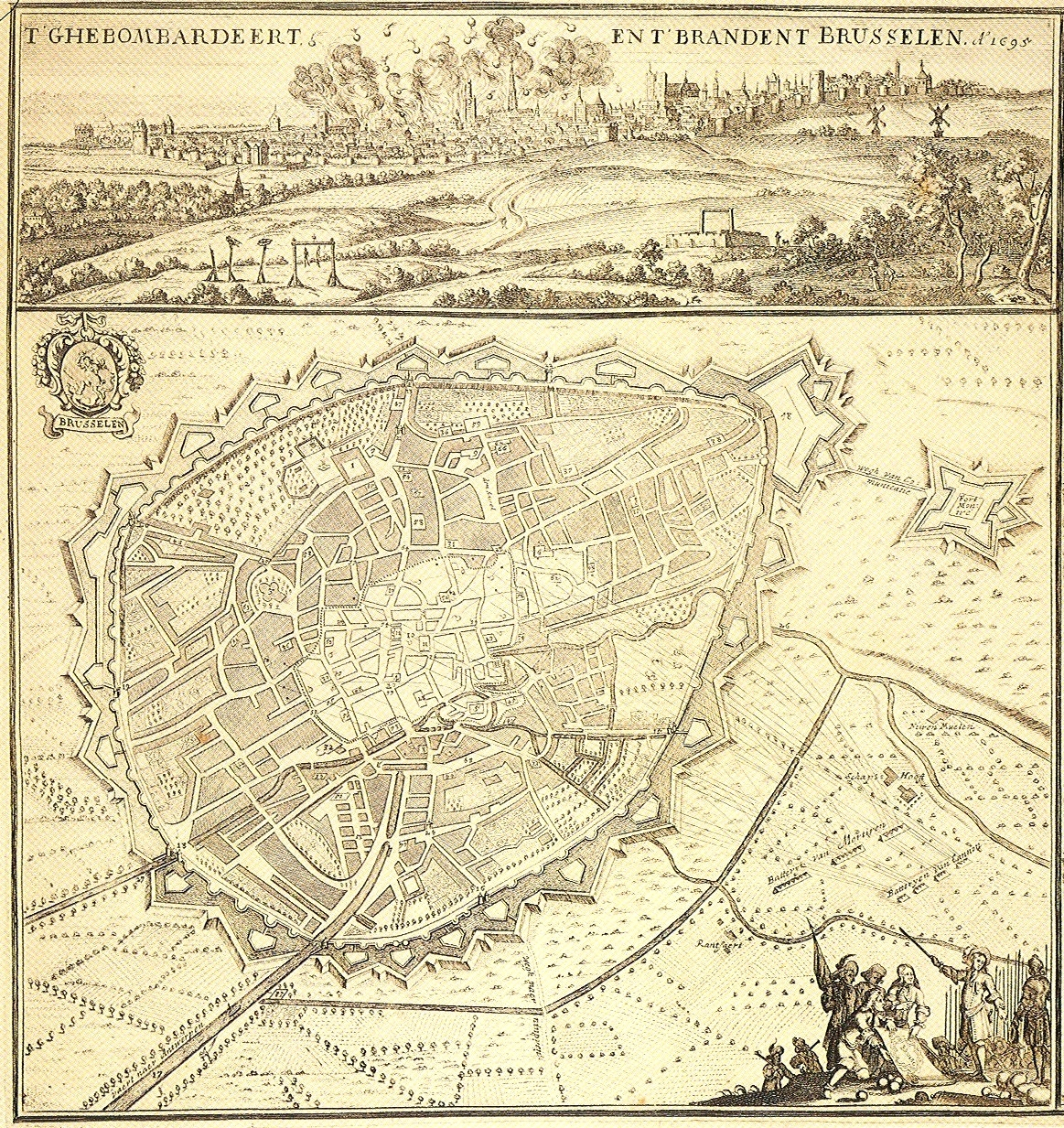
Um mapa contemporâneo e ilustração do bombardeio de Bruxelas em 1695 e o subsequente incêndio

Durante a Guerra dos Nove Anos, o Exército Real Francês bombardeou Bruxelas de 13 a 15 de agosto de 1695. Liderados pelo Rei Luís XIV e o Duque de Villeroi, as forças francesas bombardearam a cidade em uma tentativa de desviar as tropas da Grande Aliança de reforçando o cerco simultâneo de Namur. O bombardeio provou ser o evento mais destrutivo da história de Bruxelas, destruindo um terço dos edifícios da cidade, incluindo a Grand-Place/Grote Markt (praça principal de Bruxelas).
Após o bombardeio, os esforços de reconstrução nos anos seguintes mudaram profundamente a aparência da cidade e deixaram inúmeros vestígios ainda hoje visíveis. A tentativa francesa de desviar a Grande Aliança acabou fracassando, embora a reputação de Luís XIV tenha sofrido por seu envolvimento na destruição da cidade.